# Phil Rogers
Phil Rogers (Adelaide, 24 april 1971) is een voormalig topzwemmer uit Australië, die namens zijn vaderland de bronzen medaille won op de 100 meter schoolslag bij de Olympische Spelen van Barcelona (1992). Een jaar later, bij de eerste officiële wereldkampioenschappen kortebaan (25 meter) in Palma de Mallorca, eiste hij op datzelfde nummer de gouden medaille op, vóór onder anderen Ron Dekker (tweede) uit Nederland.
Rogers nam driemaal deel aan de Olympische Spelen. Bij zijn derde en laatste optreden, in Sydney (2000), was met 29 jaar het oudste lid van de Australische zwemploeg. Hoogtepunt uit zijn carrière was verder de wereldtitel, behaald in 1998, op de 4x100 meter wisselslag.